# Brestir Sigmundsson
Brestir Sigmundsson (født på Skúvoy, død 970 på Stóra Dímun) var en vikinghøvding på Færøerne. Han styrede halvdelen af øriget sammen med broderen Beinir Sigmundsson fra deres hovedsæde på Skúvoy. Brestir var søn af Sigmundur den ældre. Brestir havde sønnen Sigmundur Brestisson sammen med Cæcilia. Brestir og Beinir blev dræbt af storbonden Svínoyar-Bjarni og den konkurrerende høvding Havgrímur da de opholdt sig på gården på Stóra Dímun. Sigmundur, da syv år gammel, var vidne til drabet og søgte senere hævn for dette.
Brestir og Beinir skæbne havde indflydelse på Færøernes videre historiske udvikling. Mens de herskede over den ene halvdel af Færøerne, var Havgrímur fra Hov hersker over den anden halvdel. Denne tilstand havde ikke kun en lokal færøsk dimension, da de havde fået deres del som et len af af den norske konge Håkon Jarl i Trondheim, mens Havgrimur havde fået sin del af Færøerne fra Harald II som herskede over resten af Norge.
Efter striden mellem Einar og Eldjarn i 969 forsvarede Brestir og Beinir deres familiemedlem og våbenfælle Einar med held. Som hævn smedede Havgrímur i 970 et komplot mod de to brødre, der førte til mordet på Brestir og Beinir.
Ifølge en ny teori kunne Brestir og Beinir være sønner af Ann Naddodsdóttir, som sandsynligvis var datter af af den færøske viking Naddoddur. Efter denne teori må Brestir have været en kristen kelter.